# Bataille d'Awa
Guerre de Boshin
La bataille d'Awa s'est déroulée le 28 janvier 1868, dans la baie d'Awa, près d'Osaka, au Japon pendant la guerre de Boshin. Elle oppose une escadre du shogunat Tokugawa à des bâtiments de Satsuma, loyaux à la cour impériale de Kyoto. C'est, après la bataille de Shimonoseki de 1863, le deuxième affrontement naval de l'histoire japonaise qui implique des navires modernes. Lors de cette bataille, Takeaki Enomoto qui commande la marine shogunale, remporte l'une des rares victoires Tokugawa du conflit.

## La bataille
Le 27 janvier, les forces shogunales perdent la bataille terrestre de Toba-Fushimi. Le clan Satsuma s'apprête à ramener ses troupes victorieuses à Kagoshima à bord de deux navires de transports, le Hoho et le Heiun, protégés par le vaisseau de guerre Kasuga. La marine shogunale, qui a tenté d'appuyer les troupes au sol lors de la bataille de Toba-Fushimi, est proche. Elle comprend notamment le Kaiyō Maru, le plus puissant navire des Tokugawa, et l'amiral Enomoto décide de s'opposer avec ses bâtiments à l'évacuation des forces adverses.
Au petit matin du 28, les navires Satsuma quittent le port de Hyōgo. L’Heiun part en direction du détroit d'Akashi et le Kasuga va au sud avec le Hoho, vers le détroit de Kien. Le Kaiyō Maru les poursuit et s'apprête au combat. Il ouvre le feu lorsqu'il est à moins de 2 500 mètres de ses adversaires. Il envoie 25 salves environ, sans grand résultat, auxquelles le Kasuga répond par 18 tirs d'artillerie, tout aussi peu concluants. Toutefois, d'autres navires shogunaux, le Banryū et l'Hazuru, entrent en scène. Le Kasuga rompt l'engagement et, plus rapide que le Kaiyō Maru, s'échappe vers Kagoshima. En revanche, le Hoho n'a d'autre choix que se diriger vers la côte et s'échoue à Yūzaki où il est détruit par son équipage. Contemplant son incendie, Enomoto exprime son admiration devant le courage de vaincus: "quoique ce soient des ennemis, ils sont remarquables" (敵ながらあっぱれ, Teki nagara appare).

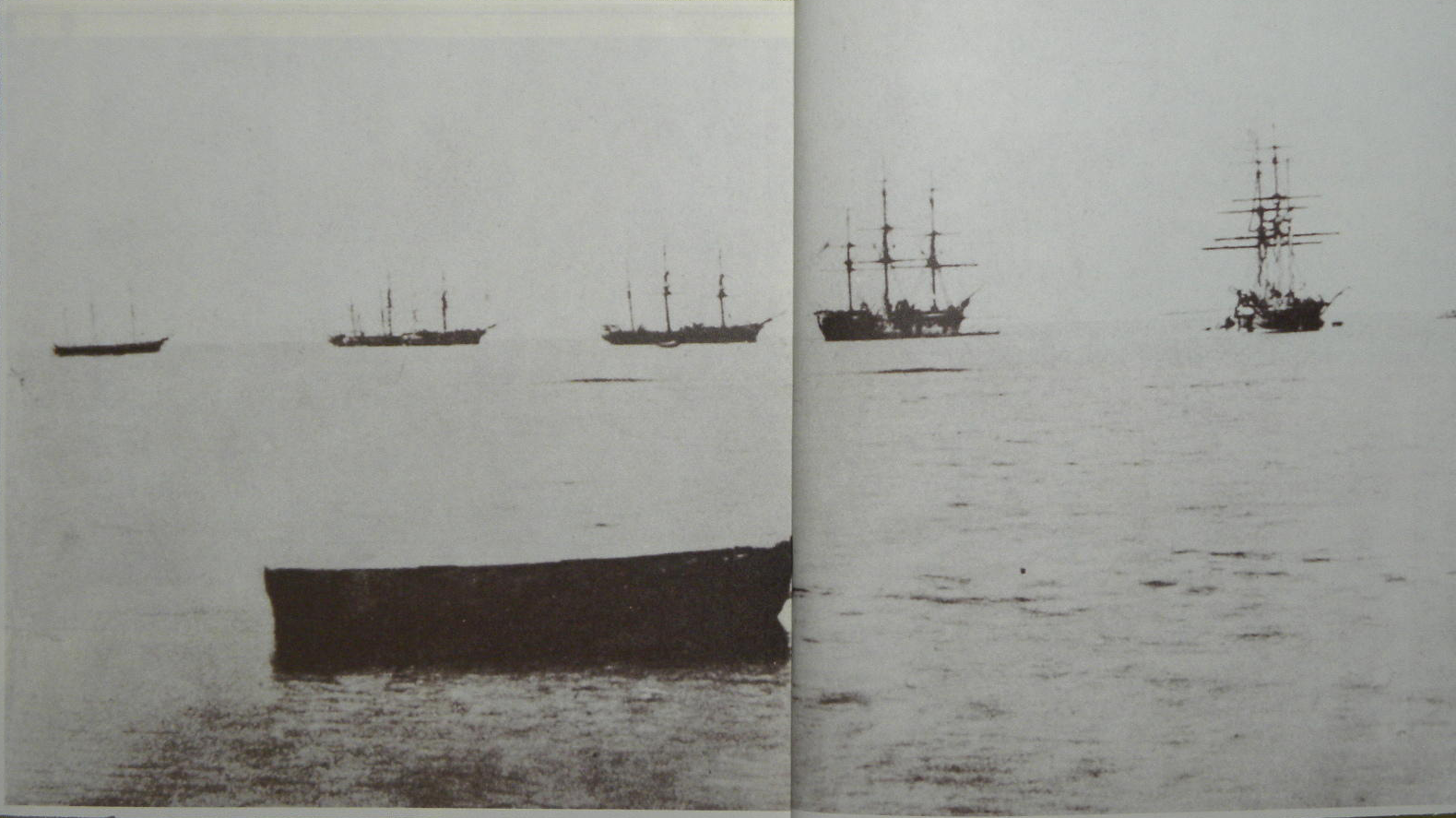
Une partie de la flotte d'Enomoto Takeaki au large de Shinagawa in 1868. De droite à gauche: le Kaiten, le Kaiyō, le Kanrin, le Chōgei et le Mikaho. Manque sur la photo le Banryō et la canonnière Chiyodagata

Le futur amiral Heihachiro Togo, vainqueur des Russes à Tsushima en 1905, servait comme canonnier à bord du Kasuga.